# Le Thuit-Signol
Pour les articles homonymes, voir Thuit et Signol.
Le Thuit-Signol est une ancienne commune française, située dans le département de l'Eure en région Normandie, devenue le 1er janvier 2016 une commune déléguée au sein de la commune nouvelle du Thuit-de-l'Oison.
Ses habitants se nomment les Thuit-Signolais(es).

## Géographie

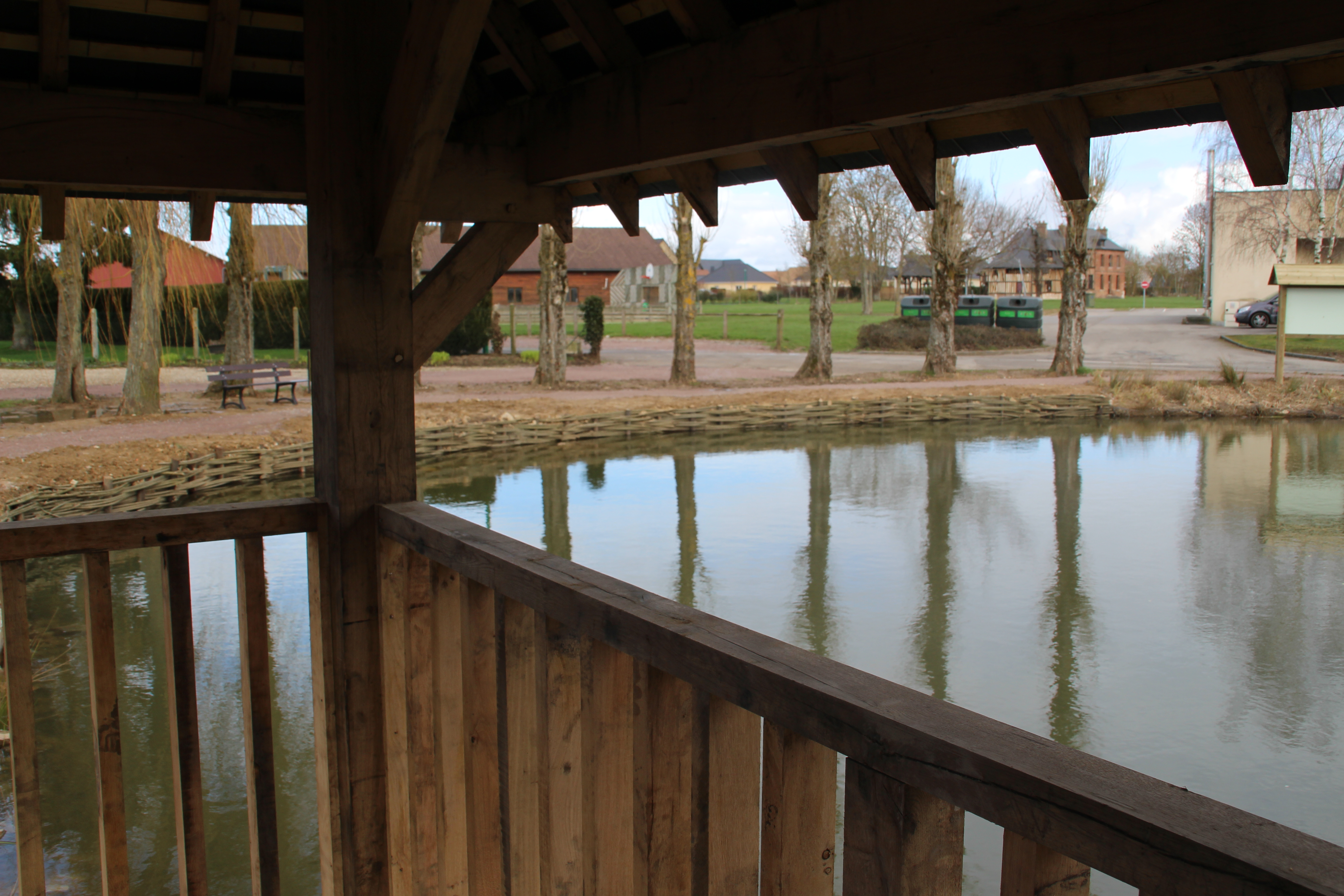
Mare.

### Hydrographie
La commune est traversée par l'Oison.

## Toponymie
Le nom de la localité est attesté sous la forme Thuit Sinol en 1180, Tuissinol en 1257, S. Audoenus de Tuit Signol en 1232 (cartulaire de Jumiéges), Tuissignol en 1259, Touisignol en 1326 (La Roque), Tuisignol en Conches et Beaumont en 1429 (taxe des sergents pour la garde de Conches), Tissegnol en 1454 (archives nationales), Thuit Chignol en 1429, Tuit Signol en 1501 (comptes de la vicomté d’Elbeuf), Thieusignol en 1604 (aveu de Charlotte des Ursins), Le Thuissignol en 1726 (Dict. univ. de la France).
Il s'agit d'une formation toponymique médiévale en Thuit -, appellatif toponymique normand issu du scandinave thveit (comprendre vieux norrois þveit ou vieux danois thwēt > norvégien tveit, danois tved, anglais Thwaite) signifiant « essart » (terrain défriché), « pièce de terre ».
Le second élément -Signol est un nom de personne basé sur une variante du nom du rossignol, en ancien français signol, il subsistait d'ailleurs une aînesse Signol dans la paroisse en 1647.
Remarque : cette partie du Roumois est marquée par une grande concentration de formations romanes en Thuit- suivi d'un anthroponyme, dont Thuit-Hébert; Le Thuit-Simer; Le Thuit-Anger; Le Thuit-Hagron et un ancien Thuit-Heudebert. En revanche le terme apparait en seconde position sous la forme -tuit dans Bliquetuit (Eure); Vautuit (Seine-Maritime); Bracquetuit (Seine-Maritime); Longtuit (ancien Lanctuit, Lanquetuit), etc. qui sont des formations toponymiques de type scandinave ou anglo-scandinave.

## Histoire
De maigres découvertes archéologiques réalisées rue de Thuit-Simer suggèrent une éventuelle présence humaine au moins dès le VIIe siècle.
A la fin du XIIe siècle, un nommé Guillaume de Thuit Signol doit au roi de France le service de chevalier. Son fils, Nicolas du Thuit, dit le Sénécal, lui succède (première mention en 1190).
A Nicolas, succède son fils Jean (première mention en 1235).
En 1267, Guillaume de Thuit-Signol, chevalier, seigneur du Thuit-Signol, fonde une chapelle devant son manoir. A cette date, la paroisse comprend aussi une léproserie. On ignore où se trouvaient ces trois bâtiments. La chapelle était placée sous le patronage de Saint Fiacre.
En réalité, sous l'Ancien Régime, le territoire de la commune est divisé en de multiples fiefs et donc entre de multiples seigneurs.
Dès 1407, le village est le siège de tuileries.   En 2022 encore,une rue, la rue des Tuiliers (quartier de la Mare Tassel), porte souvenir de cette activité;   
Le village était le siège d'un tabellionage (notariat) au moins depuis le XVe siècle. Les titulaires de la charge sont recensés de 1490 à 1686. En 1707, le tabellionage est réuni à celui d'Amfreville-la-Campagne mais le notaire continue à résider et exercer à Thuit-Signol.
En 1765, le village comptait 152 feux soit à peu près 700 âmes.
Au XVIIIe siècle, Le Thuit-Signol était une prévôté du Duché d'Elbeuf. Un messier (ici nommé "garde messier") était basé dans le village.
En 1938, l'institution Fénelon d'Elbeuf crée une annexe, l'école  technique Notre-Dame, au Bosc-Feré. Elle répond au nom d' "École technique de Bosc Féré" et reste sise en cet endroit jusqu'en 1955.
En 1939-1940, un plan d'évacuation prévoit que la commune doit accueillir un effectif considérable de réfugiés par rapport à sa population. Ces réfugiés viendraient du XVe arrondissement de Paris, conformément aux plans d'évacuations.

## Politique et administration

### Liste des maires
| Période                                  | Période       | Identité       | Étiquette    | Qualité |
| ---------------------------------------- | ------------- | -------------- | ------------ | --- |
| Les données manquantes sont à compléter. |               |                |              | |
| mars 2001                                | mars 2014     | Daniel Leho    | apparenté PS | Fonctionnaire des Douanes Président de la CC d'Amfreville-la-Campagne (2008 → 2014) Président du SITEUR[Quand ?] Conseiller général d'Amfreville-la-Campagne (2004 → 2015) Vice-président du conseil général de l’Eure[Quand ?] Député suppléant de François Loncle[Quand ?] Président du SERPN (2019 → ?) |
| mars 2014                                | décembre 2015 | Gilbert Doubet |              | Maire du Thuit de l'Oison (2016 → ) |

## Démographie
L'évolution du nombre d'habitants est connue à travers les recensements de la population effectués dans la commune depuis 1793. À partir du 1er janvier 2009, les populations légales des communes sont publiées annuellement dans le cadre d'un recensement qui repose désormais sur une collecte d'information annuelle, concernant successivement tous les territoires communaux au cours d'une période de cinq ans. 
Pour les communes de moins de 10 000 habitants, une enquête de recensement portant sur toute la population est réalisée tous les cinq ans, les populations légales des années intermédiaires étant quant à elles estimées par interpolation ou extrapolation. Pour la commune, le premier recensement exhaustif entrant dans le cadre du nouveau dispositif a été réalisé en 2008,.
En 2013, la commune comptait 2 273 habitants, en évolution de +6,91 % par rapport à 2008 (Eure : +2,66 %, France hors Mayotte : +2,49 %).
| 1793 | 1800  | 1806 | 1821  | 1831  | 1836  | 1841  | 1846  | 1851 |
| ---- | ----- | ---- | ----- | ----- | ----- | ----- | ----- | ---- |
| 935  | 1 023 | 977  | 1 140 | 1 078 | 1 095 | 1 061 | 1 015 | 966  |

| 1856 | 1861 | 1866 | 1872 | 1876 | 1881 | 1886 | 1891 | 1896 |
| ---- | ---- | ---- | ---- | ---- | ---- | ---- | ---- | ---- |
| 847  | 903  | 910  | 917  | 932  | 852  | 824  | 755  | 620  |

| 1901 | 1906 | 1911 | 1921 | 1926 | 1931 | 1936 | 1946 | 1954 |
| ---- | ---- | ---- | ---- | ---- | ---- | ---- | ---- | ---- |
| 626  | 548  | 513  | 453  | 466  | 504  | 460  | 461  | 503  |

| 1962 | 1968 | 1975  | 1982  | 1990  | 1999  | 2008  | 2013  | - |
| ---- | ---- | ----- | ----- | ----- | ----- | ----- | ----- | - |
| 532  | 602  | 1 175 | 1 574 | 1 649 | 1 766 | 2 126 | 2 273 | - |

## Culture locale et patrimoine

### Lieux et monuments
- Château du Bosc-Féret. Le château, qui fut le siège du fief de la famille de Campion, existe au moins depuis le XVIIIe siècle. Il a été victime d'un incendie après la Révolution puis reconstruit au XIXe siècle. Les deux ailes en briques ont été ajoutées par la famille Bellest, industriels à Elbeuf.
- La croix sise devant l'église, date de la période XVe – XVIIIe siècle. Elle est inscrite aux monuments historiques depuis 1961.
- Le manoir Dorival est une ancienne ferme du XVIIe siècle, agrandie ultérieurement au XVIIIe siècle. Elle a fait l'objet de rénovations en 1994 et en 2003[18]. On accédait anciennement à la propriété par un  grand portail charpenté couvert fermé de deux portes de tailles différentes. Ce portail, dont les portes ont aujourd'hui disparu, mais dont subsiste  la structure générale, permettait de franchir le mur de bauge qui entourait la propriété. Ce type de dispositif est typique de la campagne du Neubourg[19].

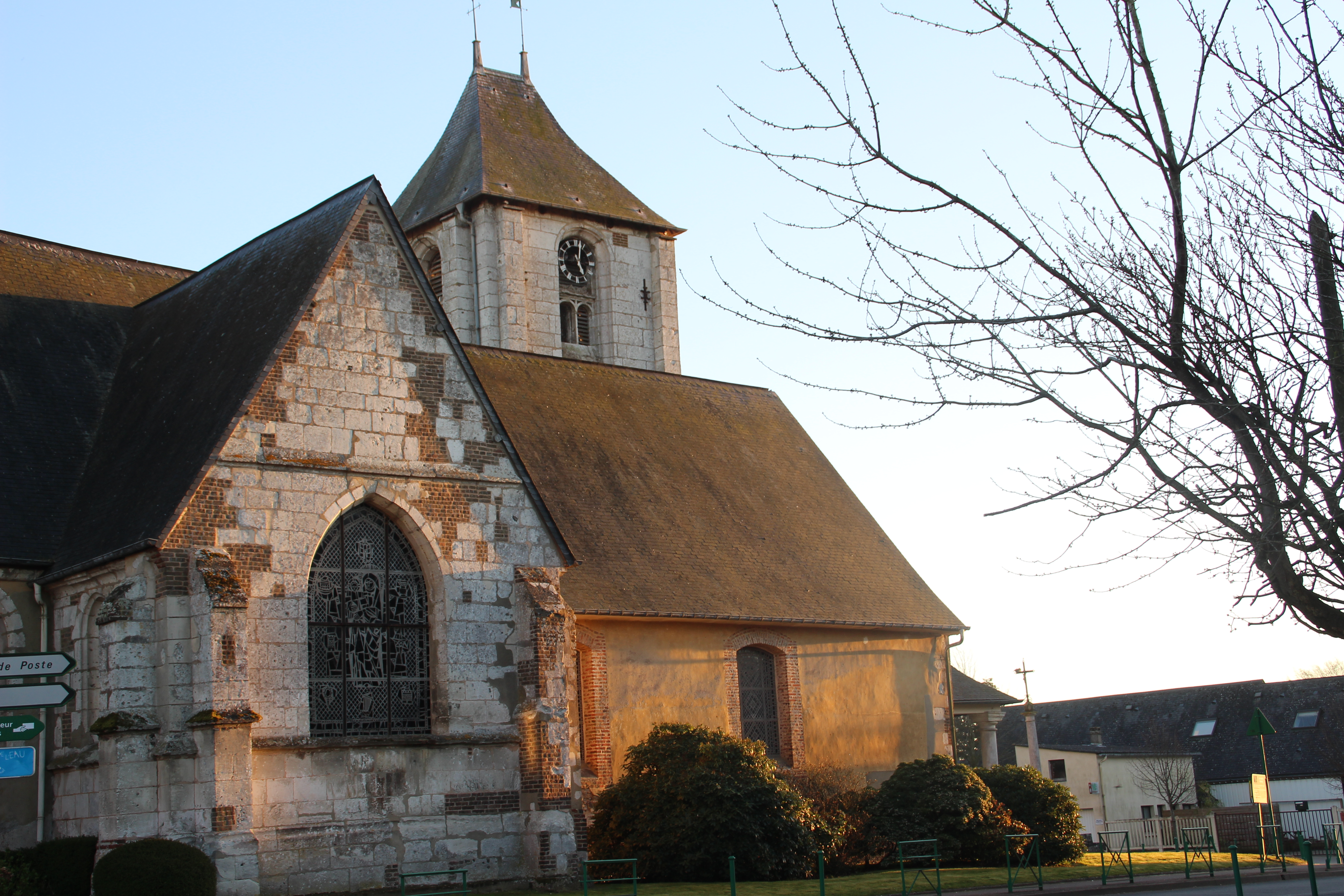
Au XVIIIe siècle, le Relais de Poste, situé actuellement rue Henri-de-Campion, servait d'étape sur les routes de Rouen à Mortagne et d'Evreux à Rouen. Le maître de poste devait entretenir deux postillons et six chevaux. Le relais de poste était abrité par les bâtiments de l'hostellerie du Pélican, attestée dès 1661. Cette hostellerie tirait son nom de l'enseigne qui pendait devant, un pélican nourrissant ses petits, et non du quartier situé au sud-ouest du village[20].Portail du Manoir Dorival  - Église Saint-Ouen  Inscrite MH (1961) Notice no PA00099584.

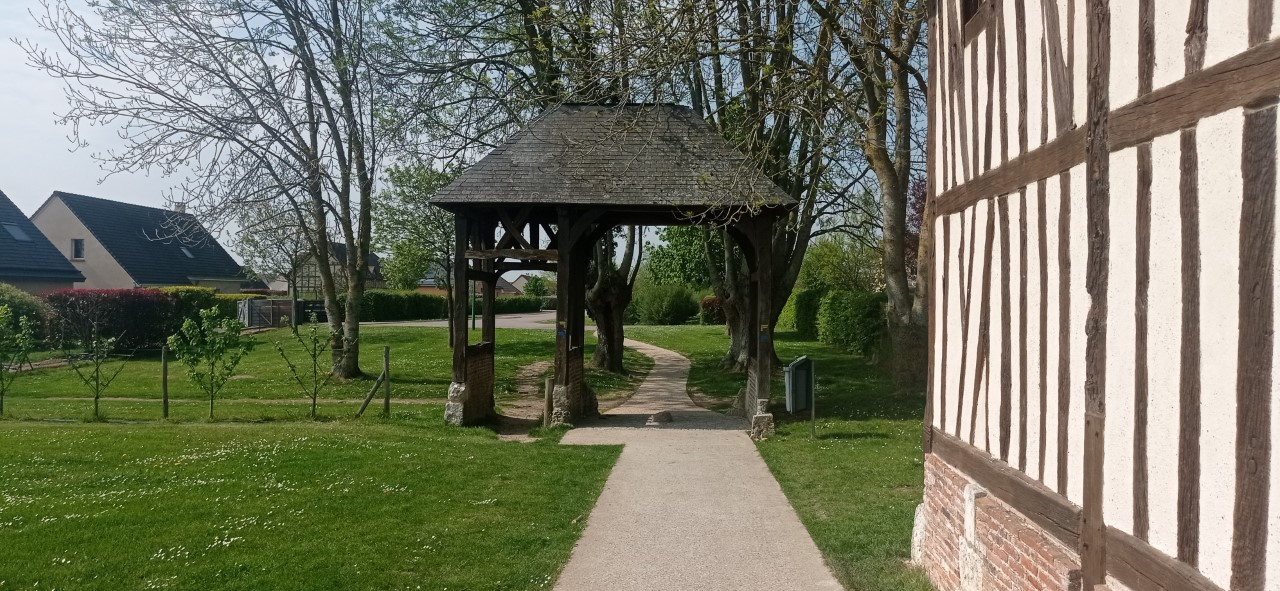
Portail du Manoir Dorival

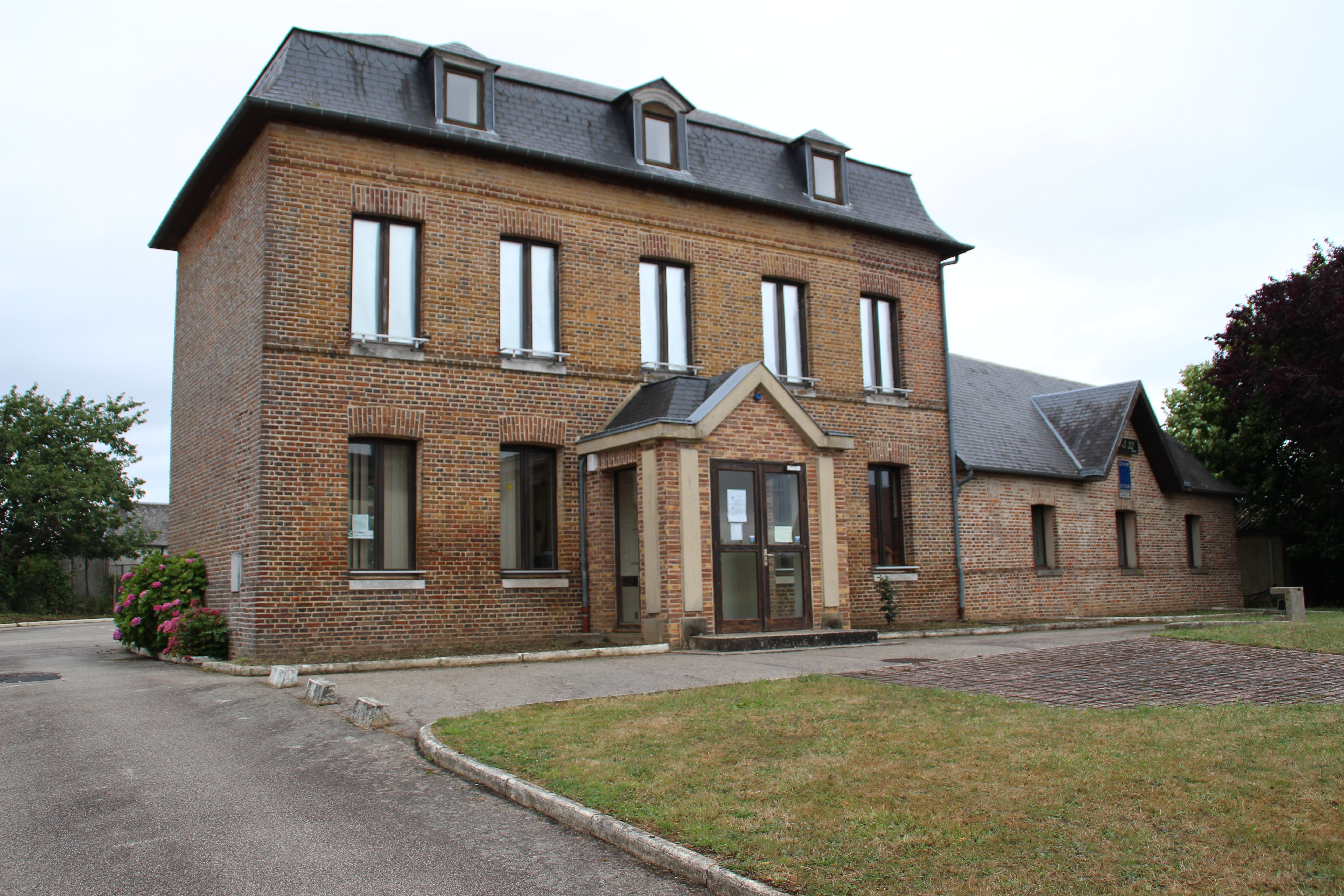
Ancienne mairie, antérieurement presbytère.
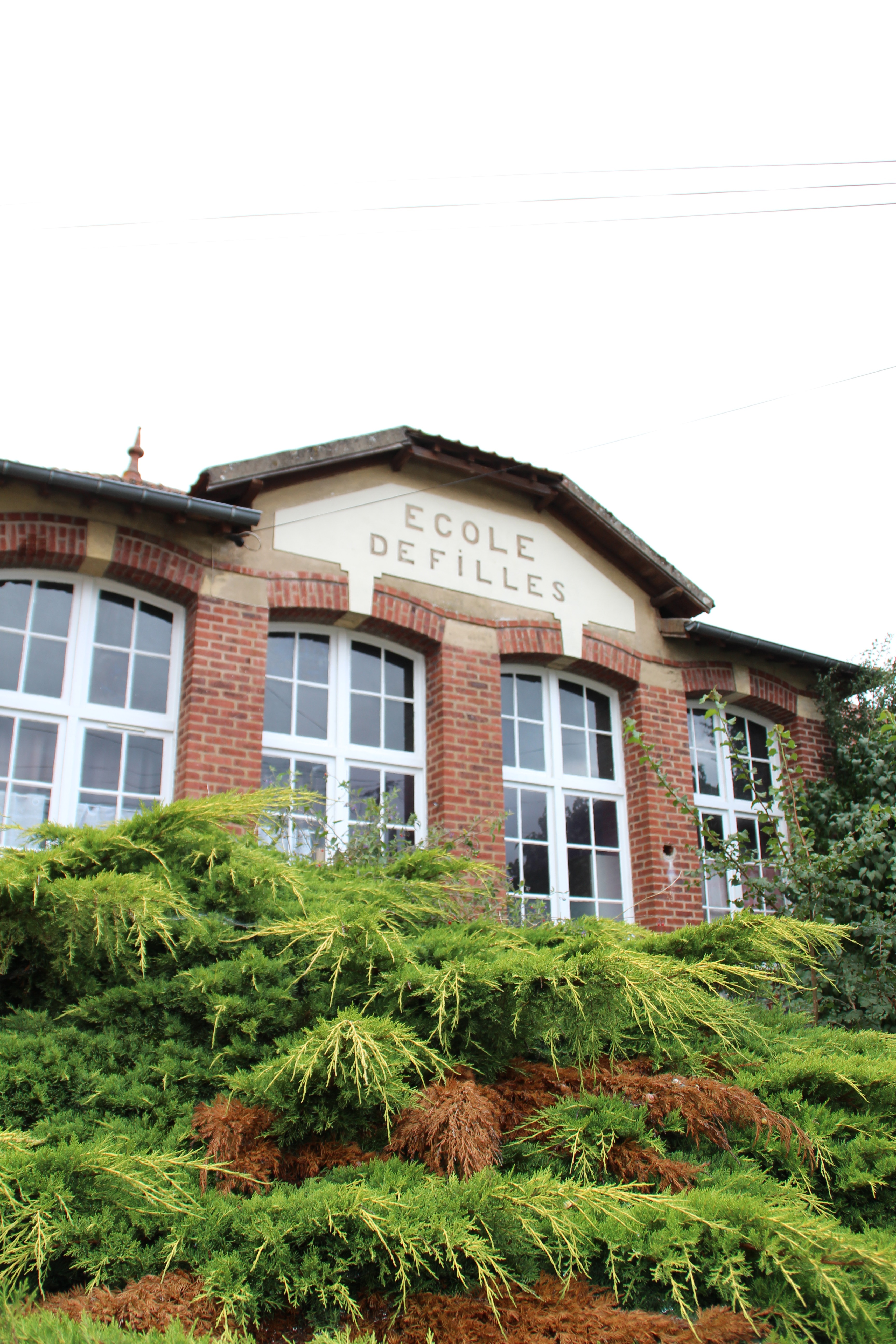
Ancienne école des filles.
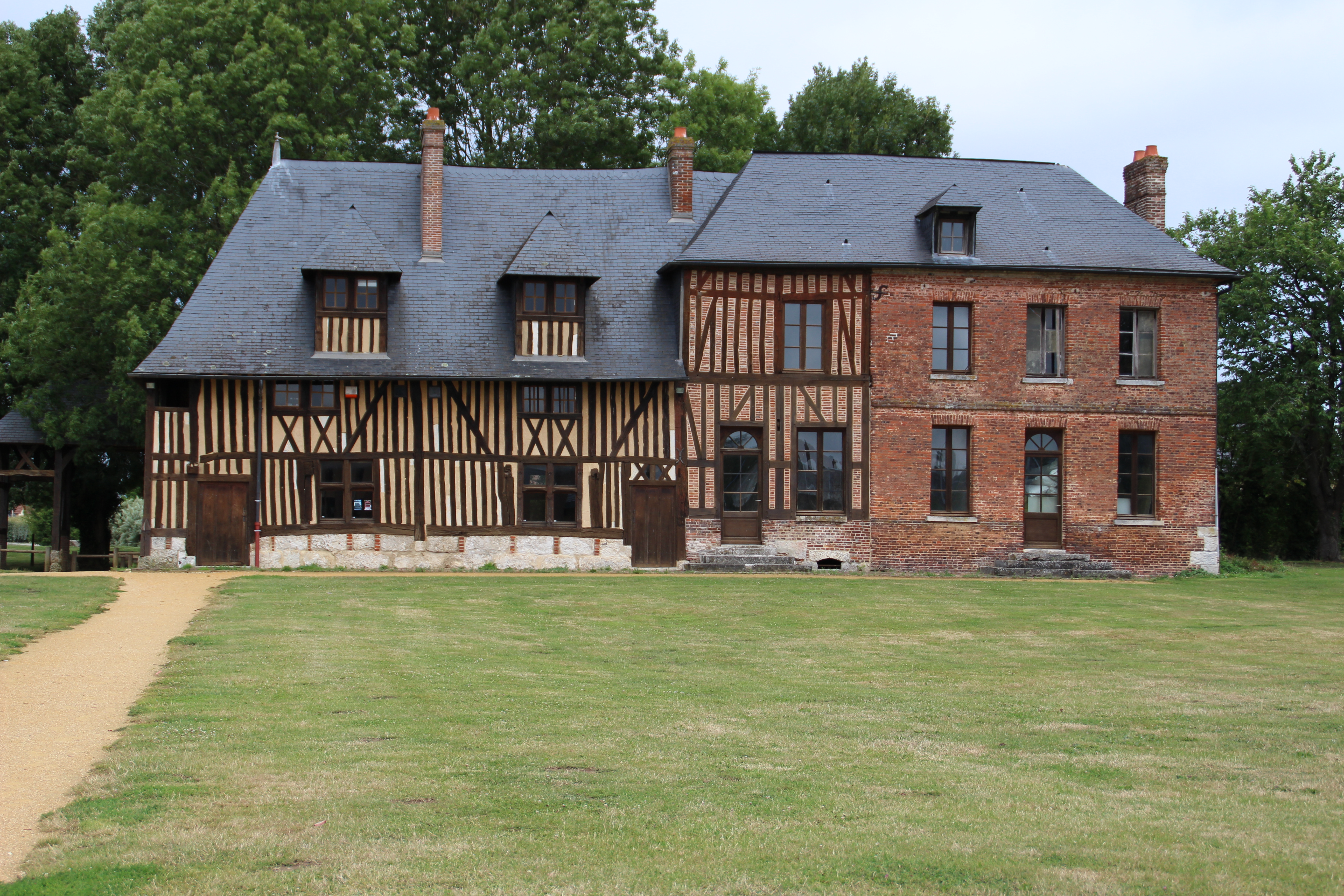
Manoir Dorival.
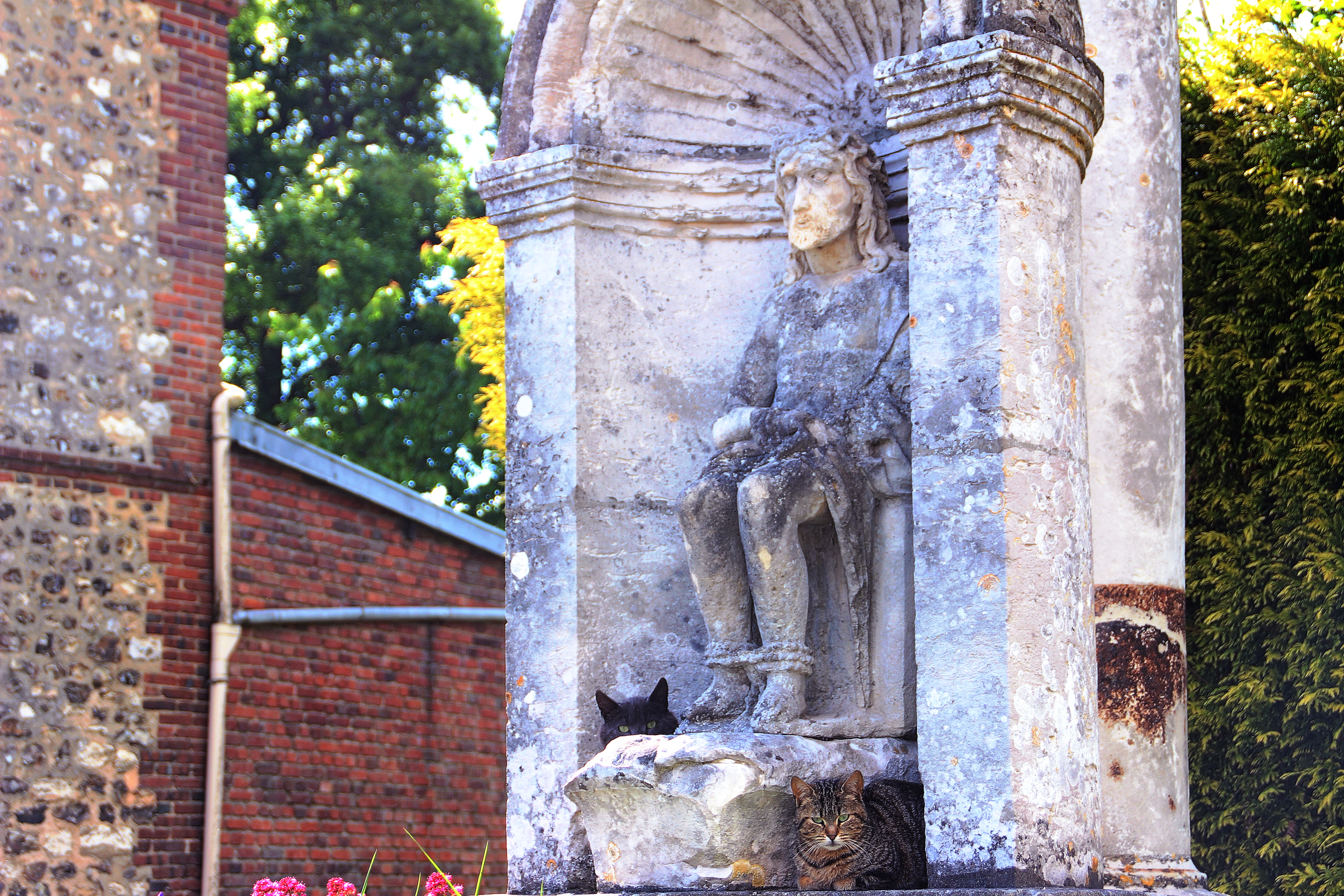
Calvaire.
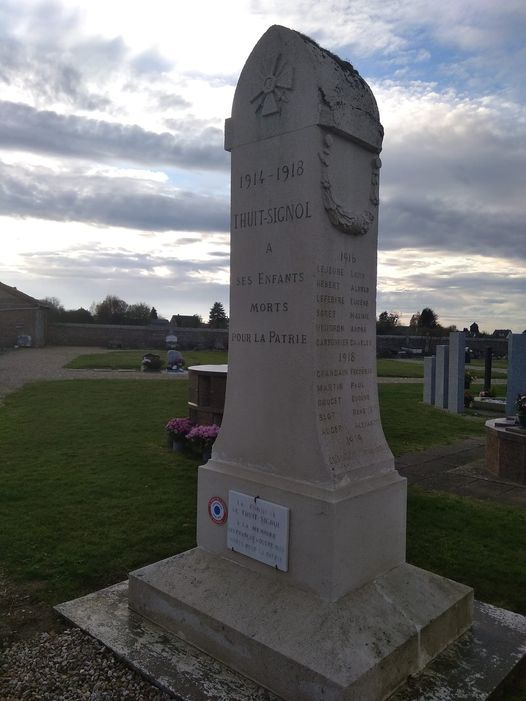
Monument aux morts.
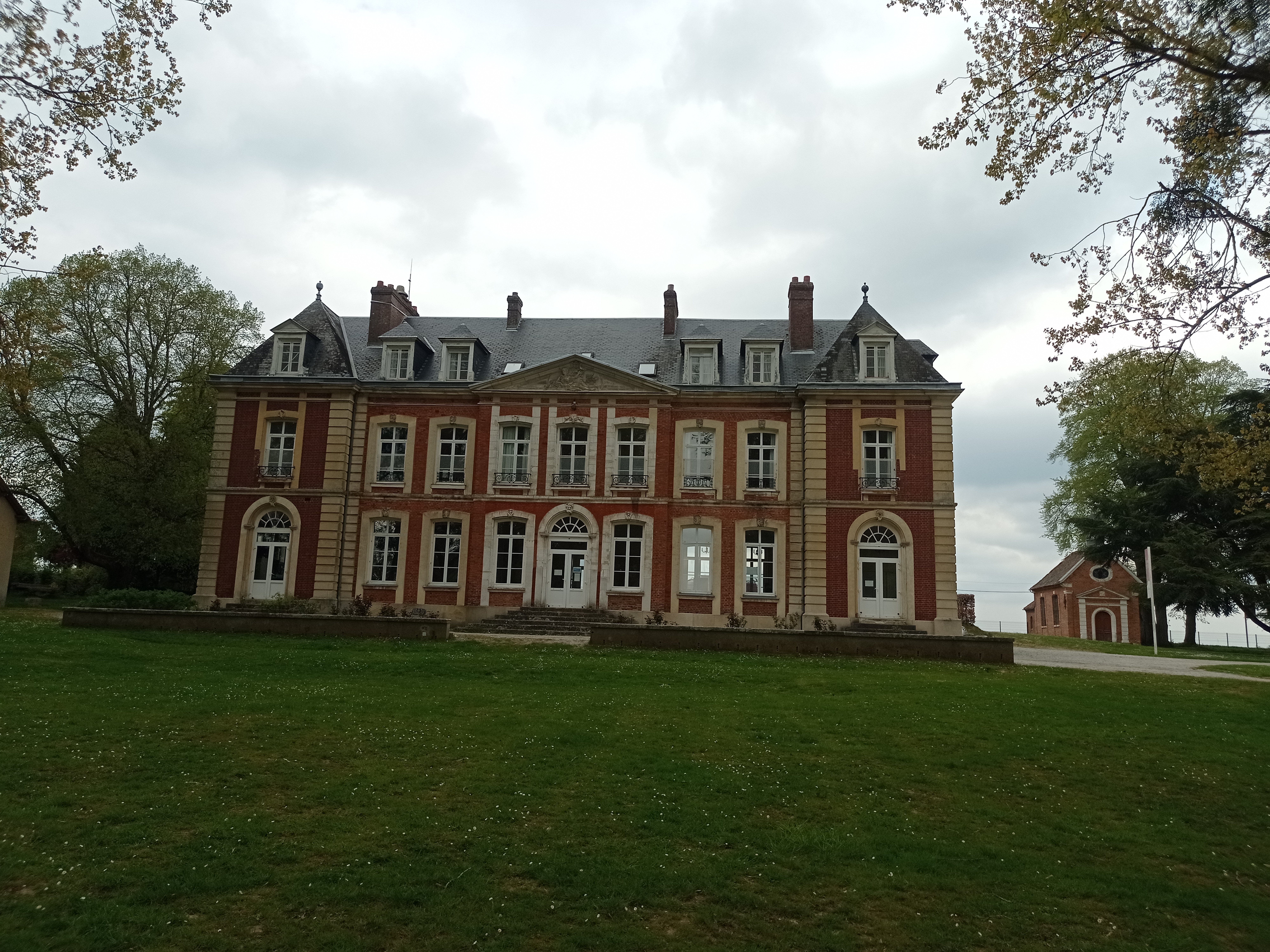
Château du Bosc-Féret.
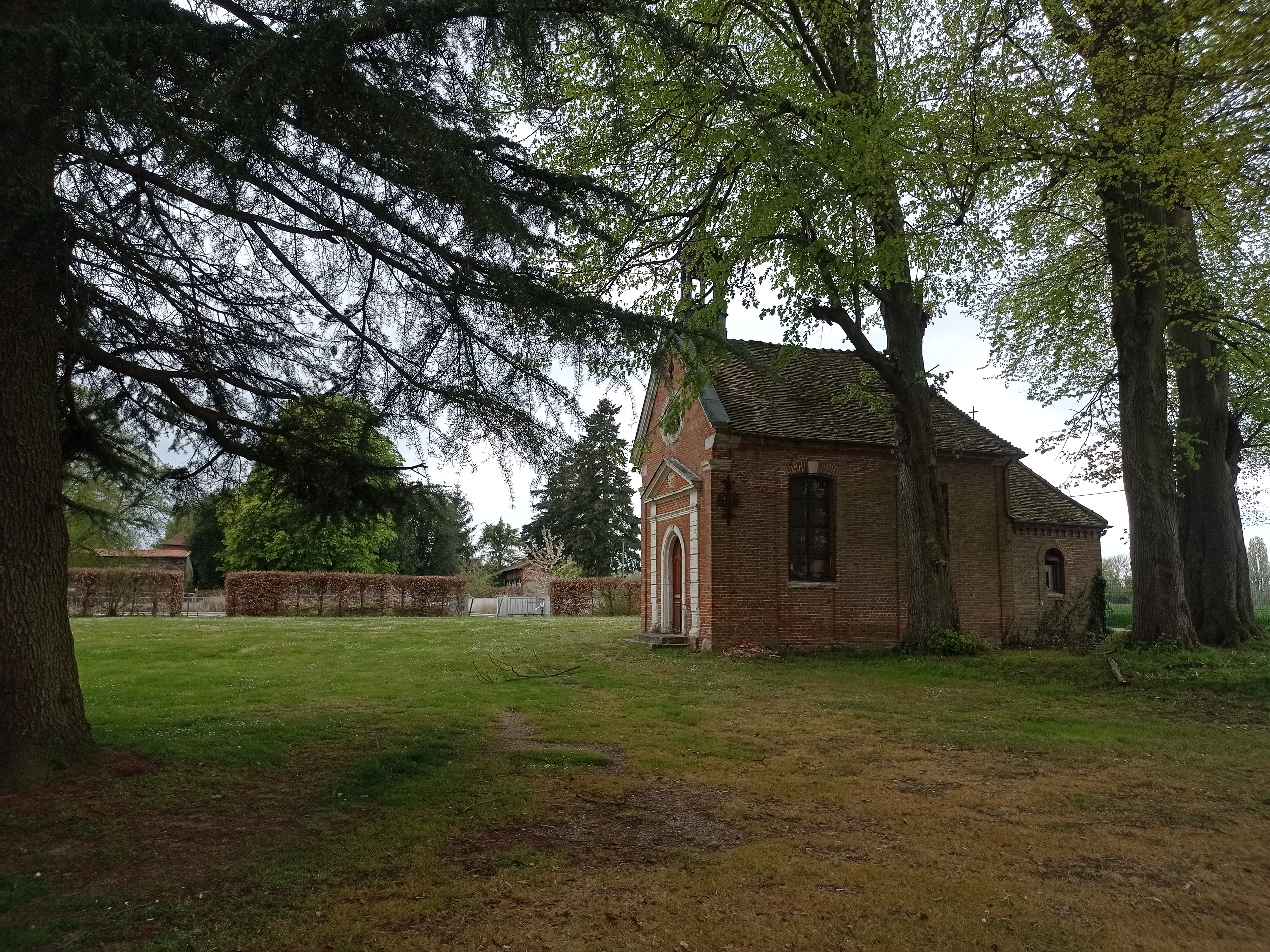
Chapelle du château du Bosc-Féret.
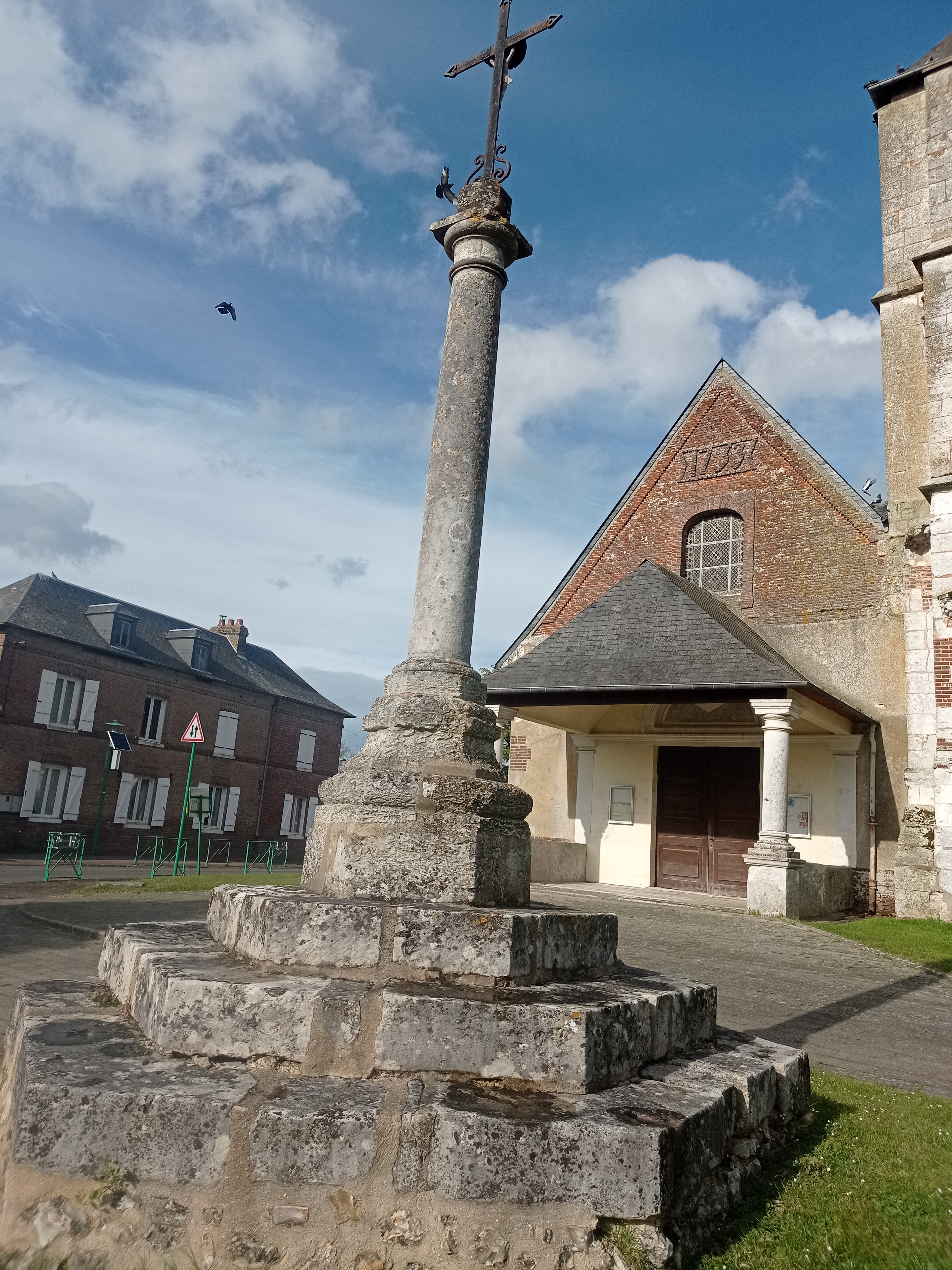
Croix.
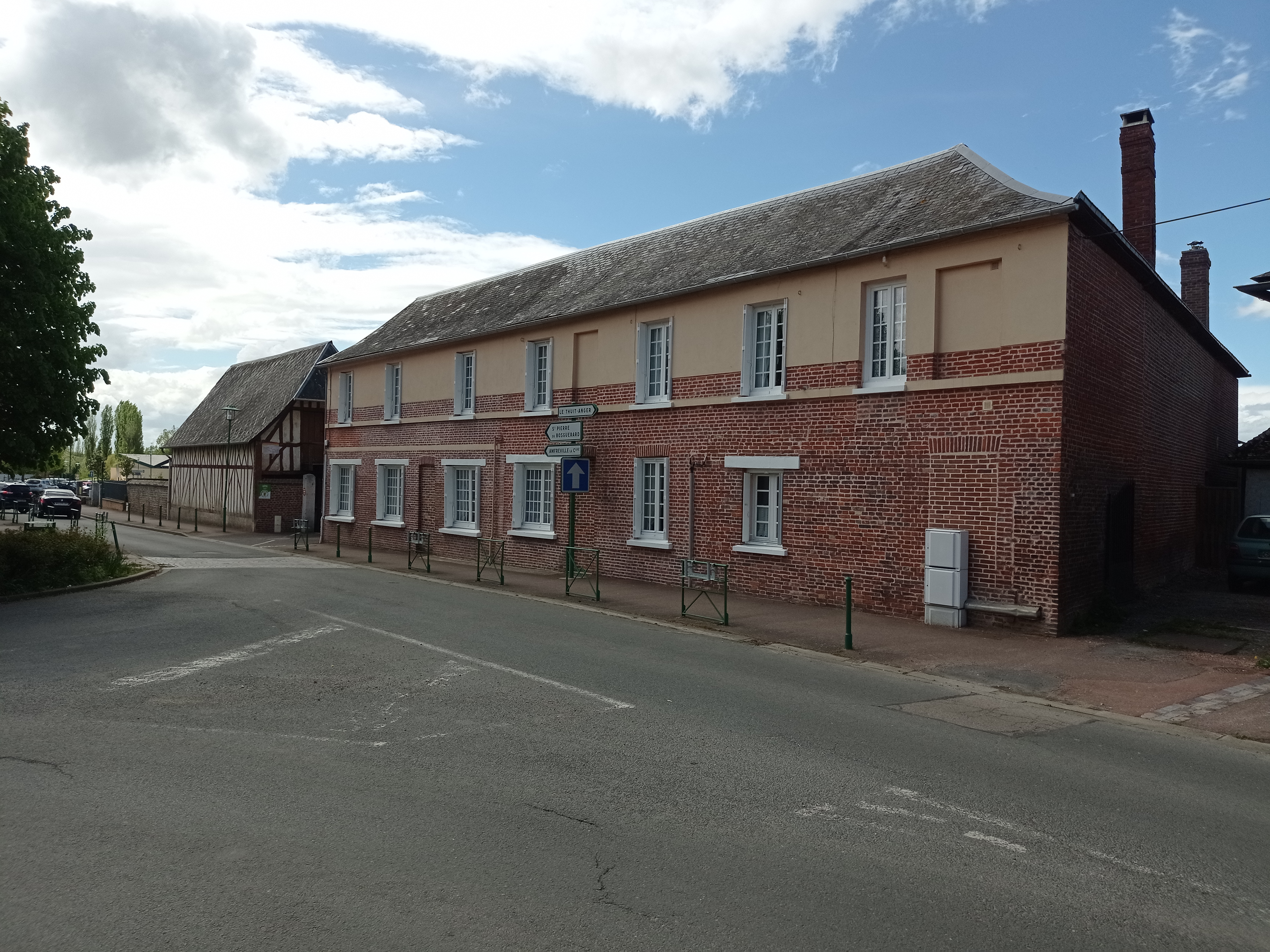
Ancien relais de poste.
  - Ancienne mairie, antérieurement presbytère.
  - Ancienne école des filles.
  - Manoir Dorival.
  - Calvaire.
  - Monument aux morts.
  - Château du Bosc-Féret.
  - Chapelle du château du Bosc-Féret.
  - Croix.
  - Ancien relais de poste.

### Personnalités liées à la commune
- Henri de Campion (1613-1663), châtelain de Bosc-Féret, s'est fait inhumer au Thuit.

### Héraldique
| Armes du Thuit-Signol | Ces armes peuvent se blasonner ainsi aujourd'hui : d'or, au lion d'azur armé et lampassé de gueules. |